# John Dossett
John Dossett (South Orange, 15 aprile 1958) è un attore statunitense, attivo in campo televisivo, cinematografico e teatrale, sia nel genere musical che nel teatro di prosa.

## Biografia
Fece il suo debutto a Broadway nel 1979, nel flop King of Schnorrers. Tre anni dopo tornò a Broadway con il dramma Fifth of July, dopo il quale si dedicò soprattutto al teatro dell'Off Broadway, collaborando con la Circle Repertory Company fino al 1994. Nel 1990 fece il suo debutto cinematografico nel film di Norman René Che mi dici di Willy?. Sul finire degli anni novanta tornò a Broadway con il musical Ragtime, mentre nel 2003 recitò in Gypsy: A Musical Fable con Bernadette Peters, per cui fu candidato al Drama Desk Award e al Tony Award al migliore attore non protagonista in un musical.
Nel 2005 recitò nuovamente a Broadway nel musical Mamma Mia! accanto alla moglie Michele Pawk, un ruolo che tornò a ricoprire a Broadway tra il 2009 ed il 2011. Nel 2012 recitò nella produzione di Broadway di Newsies, nel ruolo di Joseph Pulitzer, mentre nel 2014 rimpiazzò Terrence Mann nel musical Pippin. Nel 2015 recitò nel musical Chicago, mentre nel 2016 recitò nell'Off Broadway nel musical Dear Evan Hansen. Nello stesso anno recitò nel musical War Paint nell'Off Broadway e nuovamente a Broadway nel 2017, recitando accanto alle star di Broadway Christine Ebersole e Patti LuPone.

## Vita privata
John Dossett è sposato con l'attrice Michele Pawk dal 2004. La coppia si era incontrata nel 1994 nella produzione dell'Off Broadway di Hello Again, in cui entrambi recitavano. Nel 2000 la coppia ebbe il loro primo figlio, Jack.

## Filmografia

### Cinema
- Che mi dici di Willy? (What about Willy), regia di Norman René (1990)
- Calde notti d'estate (That Night), regia di Craig Bolotin (1992)
- Innamorarsi a Manhattan (Little Manhattan), regia di Mark Levin (2005)
- 40 carati (Man on a Ledge), regia di Asger Leth (2012)

### Televisione
- Law & Order - I due volti della giustizia (Law & Order) - serie TV, 4 episodi (1993-2005)
- Homicide - serie TV, 1 episodio (1994)
- JAG - Avvocati in divisa (JAG) - serie TV, 1 episodio (1996)
- Sex and the City – serie TV, episodio 2x13 (1999)
- Law & Order - Unità vittime speciali (Law & Order: Special Victims Unit) - serie TV, 2 episodi (1999-2005)
- Law & Order: Criminal Intent - serie TV, 1 episodio (2007)
- Gossip Girl - serie TV, 1 episodio (2007)
- John Adams - miniserie TV, 4 puntate (2008)
- Così gira il mondo (As the World Turns) - serie TV, 2 episodi (2010)
- The Good Wife - serie TV, episodio 2x10 (2011)
- Fuori dal ring (Lights Out) - serie TV, 1 episodio (2011)
- Blue Bloods - serie TV, 1 episodio (2011)
- Suits - serie TV, 1 episodio (2011)
- The Americans - serie TV, 1 episodio (2013)
- Instinct - serie TV, 1 episodio (2018)
- Madam Secretary - serie TV, 1 episodio (2018)
- Elementary - serie TV, 1 episodio (2018)

## Doppiatori italiani
Nelle versioni in italiano delle opere in cui ha recitato, John Dossett è stato doppiato da:
- Saverio Indrio in Law & Order - Unità vittime speciali (ep. 1x05)
- Sergio Di Giulio in Law & Order - Unità vittime speciali (ep. 6x23)
- Oliviero Corbetta in Law & Order: Criminal Intent
- Marco Mete in Blue Bloods
- Gaetano Lizzio in Suits
- Stefano Thermes in 40 carati
- Lucio Saccone in Elementary
- Bruno Alessandro in New Amsterdam